# Солор-ан-Діуа
Солор-ан-Діуа (фр. Solaure en Diois) — муніципалітет у Франції, у регіоні Овернь-Рона-Альпи, департамент Дром. Солор-ан-Діуа утворено 1 січня 2016 року шляхом злиття муніципалітетів Екс-ан-Діуа i Мольєр-Гланда. Адміністративним центром муніципалітету є Екс-ан-Діуа. Населення — 427 осіб (01.01.2021).